# Państwowa Rada Kolejowa
Państwowa Rada Kolejowa – centralna jednostka organizacyjna rządu istniejąca w latach 1921–1933, powołana w celu rozważania zagadnień z dziedziny kolejnictwa. Radę ustanowiono przy Ministrze Kolei Żelaznych, jako organ doradczy i opiniodawczy.

## Powołanie Rady
Na podstawie ustawy z 1921 r. w sprawie powołania Państwowej Rady Kolejowej ustanowiono Radę.

## Zakres działania Rady
Zakres działania dotyczył rozważania zagadnień z dziedziny kolejnictwa i dotyczył następujących dziedzin:
- roczne sprawozdanie z wyników gospodarki kolejowej i roczny plan gospodarki kolei państwowych;
- główne zasady eksploatacji kolei żelaznych,
- ogólne plany budowy nowych dróg komunikacyjnych, w szczególności kolejowych, pod względem gospodarczo–państwowym oraz wnioski w sprawach budowy nowych kolei;
- zasady koncesjonowania prywatnych kolei;
- zasady regulaminów i przepisów przewozowych na kolejach, o ile nie idzie o czysto techniczne postanowienie lub o czasowe zarządzenia wyjątkowe;
- normy taryfowo-kolejowe, w tym przepisy o układzie, wprowadzaniu, stosowaniu i odwoływaniu taryf, nowe taryfy, zmiana istniejących taryf;
- ogólny plan okresowy przewozów i sprawozdanie z przewozów za okres ubiegły, z uwzględnieniem przewozów nie kolejowych, racjonalnie wyzyskanie taboru kolejowego; sprawozdanie okresowe o stanie taboru i jego wyzyskaniu;
- wszelkie inne sprawy z zakresu komunikacji, które Minister poddawał obradom Państwowej Rady Kolejowej.

## Skład Rady
Państwowa Rada Kolejowa składała się:
- z przedstawicieli Ministerstwa Przemysłu i Handlu, Ministerstwa Rolnictwa i Dóbr Państwowych, Ministerstwa Poczt i Telegrafów, Ministerstwa Skarbu, Ministerstwa Robót Publicznych, Ministerstwa Aprowizacji oraz Ministerstwa Spraw Wojskowych, wyznaczonych przez właściwych ministrów, po jednym od każdego ministerstwa;
- z przedstawicieli dziesięciu większych miast po jednym z każdego, z wyboru rad miejskich oraz z przedstawicieli powiatowych ciał samorządowych wszystkich dzielnic Polski, z wyboru tychże ciał przedstawicielskich, po jednym z każdego województwa,
- z przedstawicieli organizacji gospodarczo-społecznych w liczbie 16 z wyboru tychże organizacji;
- z przedstawicieli dyrekcji Rad Kolejowych po jednym od każdej dyrekcji kolejowych z wyboru tychże rad,
- z sześciu fachowców wybitnie znanych na polu kolejnictwa, mianowanych przez Ministerstwa Kolei Żelaznych.

Członkowie Państwowej Rady Kolejowej oraz zastępcy członków byli mianowani względnie wybierani na okres trzyletni, po którego upływie mogli być mianowani i wybrani ponownie.

## Kierowanie Radą
Przewodniczącym Państwowej Rady Kolejowej był Minister Kolei Żelaznych a jego zastępcą wiceminister Kolei Żelaznych (podsekretarz stanu).
Posiedzenie Państwowej Rady Kolejowej zwoływał Minister Kolei Żelaznych co najmniej dwa razy na rok, jak również na jednomyślny wniosek jednego ze stałych komitetów Rady.

## Stałe Komitety Rady
Do badania i przygotowywania spraw, wnoszonych na plenum Państwowej Rady Kolejowej, Rada tworzyła ze swych członków trzy stałe komitety, a mianowicie:
- Komitet nowo budujących się kolei żelaznych,
- Komitet taryfowy,
- Komitet eksploatacji kolei żelaznych.

## Zniesienie Rady
Na podstawie rozporządzenie Prezydenta Rzeczypospolitej z 1933 r. w sprawie przekształcenia Państwowej Rady Kolejowej na Państwową Radę Komunikacyjną dokonano zmianę nazwy Rady.